# هيو منزيس
هيو منزيس (بالإنجليزية: Hue Menzies)‏ هو مدرس ومدرب كرة قدم ولاعب كرة قدم بريطاني في مركز الدفاع، ولد في 10 مارس 1964 في لندن في المملكة المتحدة. لعب مع Hardin–Simmons Cowboys soccer ‏.

## وصلات خارجية
- هيو منزيس على موقع الاتحاد الدولي (مؤرشف)  (الإنجليزية)